# Comuna Dankivka, Prîlukî
Dankivka (în ucraineană Даньківка) este o comună în raionul Prîlukî, regiunea Cernihiv, Ucraina, formată din satele Dankivka (reședința), Neteahivșciîna, Onîșcenkiv și Stasivșciîna.

## Demografie
Componența lingvistică a comunei Dankivka
     Ucraineană (98,76%)
     Rusă (1,06%)
     Alte limbi (0,18%)
Conform recensământului din 2001, majoritatea populației comunei Dankivka era vorbitoare de ucraineană (98,76%), existând în minoritate și vorbitori de rusă (1,06%).